# Lijst van afleveringen van Frikjent
Dit is een lijst met afleveringen van de Noorse televisieserie Frikjent. De serie werd in twee seizoenen, 2015 en 2016, in Noorwegen uitgezonden door TV 2.
| nr. in serie | nr. in seizoen | Titel            | Titel           | Regisseur            | Schrijver                                | Uitzenddatum     |
| ------------ | -------------- | ---------------- | --------------- | -------------------- | ---------------------------------------- | ---------------- |
| 1            | 1.1            | Hjemkomsten      | De thuiskomst   | Geir Henning Hopland | Anna Bache-Wiig                          | 2 maart 2015     |
| 2            | 1.2            | Kampen           | Het gevecht     | Geir Henning Hopland | Anna Bache-Wiig                          | 9 maart 2015     |
| 3            | 1.3            | Splittelsen      | De onenigheid   | Geir Henning Hopland | Anna Bache-Wiig                          | 16 maart 2015    |
| 4            | 1.4            | Avsløringen      | De onthulling   | Geir Henning Hopland | Anna Bache-Wiig                          | 23 maart 2015    |
| 5            | 1.5            | Tvivlen          | De twijfel      | Geir Henning Hopland | Anna Bache-Wiig                          | 30 maart 2015    |
| 6            | 1.6            | Rekonstruksjonen | De wederopbouw  | Rune Denstad Langlo  | Anna Bache-Wiig                          | 6 april 2015     |
| 7            | 1.7            | Oppgjøret        | De nederzetting | Rune Denstad Langlo  | Anna Bache-Wiig                          | 13 april 2015    |
| 8            | 1.8            | Flukten          | De ontsnapping  | Rune Denstad Langlo  | Anna Bache-Wiig                          | 20 april 2015    |
| 9            | 1.9            | Løgnen           | De leugen       | Rune Denstad Langlo  | Anna Bache-Wiig                          | 27 april 2015    |
| 10           | 1.10           | Sannheten        | De waarheid     | Rune Denstad Langlo  | Anna Bache-Wiig                          | 4 mei 2015       |
| 11           | 2.1            | Tilståelsen      | De bekentenis   | Geir Henning Hopland | Anna Bache-Wiig & Siv Rajendram Eliassen | 27 oktober 2016  |
| 12           | 2.2            | Motivet          | Het motief      | Geir Henning Hopland | Anna Bache-Wiig & Siv Rajendram Eliassen | 3 november 2016  |
| 13           | 2.3            | Konspirasjonen   | De samenzwering | Geir Henning Hopland | Anna Bache-Wiig & Siv Rajendram Eliassen | 10 november 2016 |
| 14           | 2.4            | Avsløringen      | De onthulling   | Geir Henning Hopland | Anna Bache-Wiig & Siv Rajendram Eliassen | 17 november 2016 |
| 15           | 2.5            | Dommen           | De uitspraak    | Cecilie A. Mosli     | Anna Bache-Wiig & Siv Rajendram Eliassen | 24 november 2016 |
| 16           | 2.6            | Jakten           | De jacht        | Cecilie A. Mosli     | Anna Bache-Wiig & Siv Rajendram Eliassen | 1 december 2016  |
| 17           | 2.7            | Sviket           | Het verraad     | Cecilie A. Mosli     | Anna Bache-Wiig & Siv Rajendram Eliassen | 8 december 2016  |
| 18           | 2.8            | Morderen         | De moordenaar   | Cecilie A. Mosli     | Anna Bache-Wiig & Siv Rajendram Eliassen | 15 december 2016 |